# Ophioglossum valdivianum
Ophioglossum valdivianum là một loài dương xỉ trong họ Ophioglossaceae. Loài này được Phil. mô tả khoa học đầu tiên năm 1865.
Danh pháp khoa học của loài này chưa được làm sáng tỏ. 